# واين شميت
واين شميت (بالإنجليزية: Wayne Schmidt)‏ هو سياسي أمريكي، ولد في 6 أكتوبر 1966 في كليفلاند في الولايات المتحدة. حزبياً، نشط في الحزب الجمهوري. وقد انتخب عضو مجلس نواب ميشيغان ‏.